# كلارا هولست
كلارا هولست (بالنرويجية البوكمول: Clara Holst)‏ هي فقيهة لغة نرويجية، ولدت في 4 يونيو 1868 في كريستيانية في النرويج، وتوفيت في 15 نوفمبر 1935 في أوسلو في النرويج.